# Donde cae el sol
Donde cae el sol es una película argentina dirigida por Gustavo Fontán sobre su propio guion escrito en colaboración con Pablo Reyero, que se estrenó el 19 de junio de 2003 y está protagonizada por Alfonso De Grazia y Mónica Gazpio.

## Sinopsis
La película narra, sin escenas de sexo ni de violencia, una historia de amor que transcurre en la ciudad de Banfield, una localidad muy cercana a Buenos Aires, donde viven Enrique, interpretado por Alfonso De Grazia, que con 65 años es pura energía, dividiendo su tiempo entre el club del barrio y su humilde disquería. Vive con su hijo Marcelo, su nuera y su nieto en una pequeña casa de su propiedad. Un día invita a tomar un café a Clara, interpretada por Mónica Gazpio, la hija de un amigo íntimo con quien se ha cruzado en varias ocasiones. Clara, es una peluquera treinta años menor que tras 10 años de pareja se acaba de separar de su marido. Así inician paulatinamente una relación romántica sin que la edad les signifique obstáculo. Sin embargo, la intervención del padre de Clara y del hijo de Enrique modifican la situación y el prejuicio entra en escena.

## Reparto
- Alfonso De Grazia	... 	Enrique
- Mónica Gazpio	... 	Clara
- Rubén Ballester	... 	Marcelo
- Gloria Stingo	... 	Silvina
- Federico Fontán	... 	Lucas
- Osvaldo Cimaglia	... 	Ricardo
- Andrea Jaet	... 	Paula
- Esteban Fagnani	... 	Pablo

## Críticas
Adolfo C. Martínez en su crónica para el diario La Nación opina que “Con la naturaleza de lo popular y de lo simple -un barrio junto a una estación ferroviaria, unos personajes tan queribles como cotidianos- la historia se entrelaza, con suaves pinceladas, en las penas, las alegrías y los prejuicios por los que, inevitablemente, deberán transitar todos los hombres (…) Su guion, que construyó con el apoyo de Pablo Reyero, permite que los vínculos humanos, el deseo de vivir y las derrotas cotidianas surjan nítidas de esa relación amorosa que habla, paralelamente, de las diferencias generacionales, de la búsqueda de la felicidad y de un barrio cualquiera que enmarca poéticamente a una fauna humana que reconocemos y respetamos. Si por momentos "Donde cae el sol" se acerca al melodramatismo, ello no implica que Fontán, como director y coguionista, apueste a la lágrima fácil o al atrevido golpe bajo. Simplemente su film es una sutil radiografía de los diferentes, en este caso de los hombres mayores que esperan, como dulce milagro, un amor que ya creían perdido en el tiempo.(…) La música y la fotografía estuvieron a la altura de la historia, ya que ambos rubros fueron timoneados con mesura y fidelidad hacia una narración que habla de los sentimientos sin caer en la grandilocuencia ni en la pretenciosidad que, a veces, son el estilo de estos relatos”.

## Comentarios del director
En una entrevista el director Gustavo Fontán declaró: “Sentía que el cine no había retratado mi barrio. Era una historia que yo había escuchado, y había espacios que tienen un peso visual muy fuerte. El ritmo, el tiempo de los personajes, tenían una fortaleza visual que hicieron que desde el primer momento pensara en la historia como una película”.